# Důlní dráha

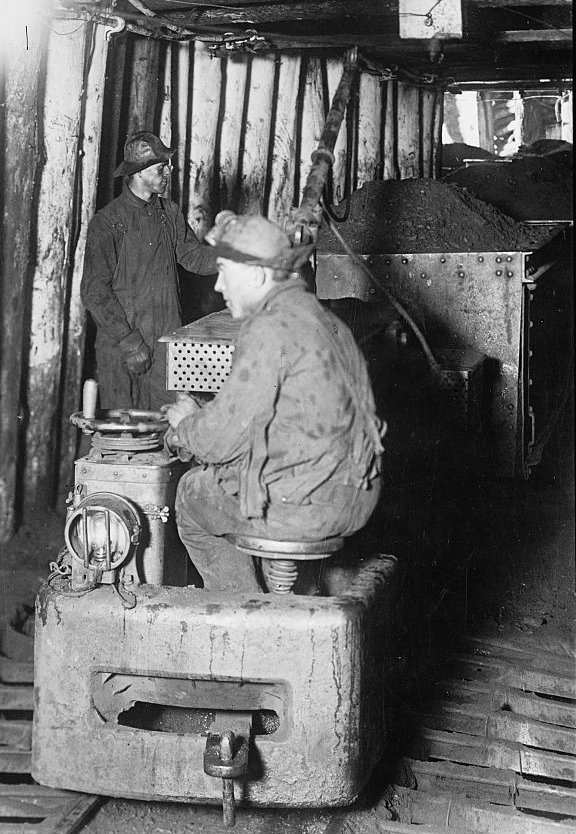
Důlní vláček v dolech Oliver Iron Mining v Minnesotě v USA, cca 1909–1920

Důlní dráha je zpravidla úzkorozchodná dráha sloužící k dopravě v rámci hlubinné nebo povrchové průmyslové těžby surovin, avšak mezi důlní dráhy se počítají i některé normálněrozchodné dráhy. Může sloužit jak přepravě přímo v prostoru dolu, tak i v jeho blízkosti, například do místa zpracování nebo nakládky. Důlní dráhy nespadají v České republice pod působnost zákona o dráhách. Oproti ostatním průmyslovým dráhám mají důlní dráhy specifický charakter, i když mnohé průmyslové dráhy (v kamenolomech, hliništích, pískovnách, rašeliništích atd.) mají velmi podobný účel i charakter a ostrá hranice mezi nimi neexistuje.

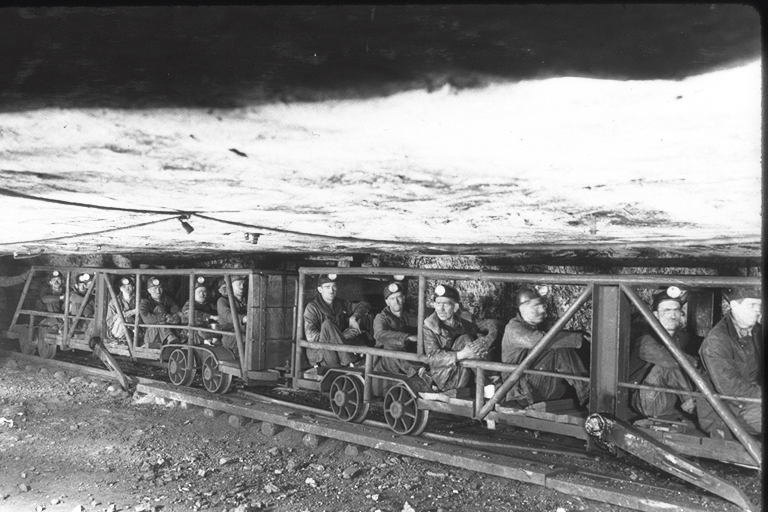
Doprava horníků v dolech

Vozíky důlních drah mohou být tlačeny či taženy buď manuálně či zvířecí silou, nebo speciálními lokomotivami. Rozchod kolejí důlních drah je typicky kolem půl metru, například v Čechách se vyskytovaly rozchody 600 mm (zřejmě nejčastější), 900 mm (také poměrně častý), 750 mm, 450 mm, 480 mm, 590 mm, 760 mm, 720 mm, 520 mm, 660 mm, 700 mm, 690 mm a další, často i více rozchodů v jednom dole současně.
V hlubinných dolech se vozíky používají ke kolejové dopravě po délce štol. Někde se celé vozíky přepravují jednotlivě pomocí vrátků, výtahů či lanovek do jiné výškové úrovně.

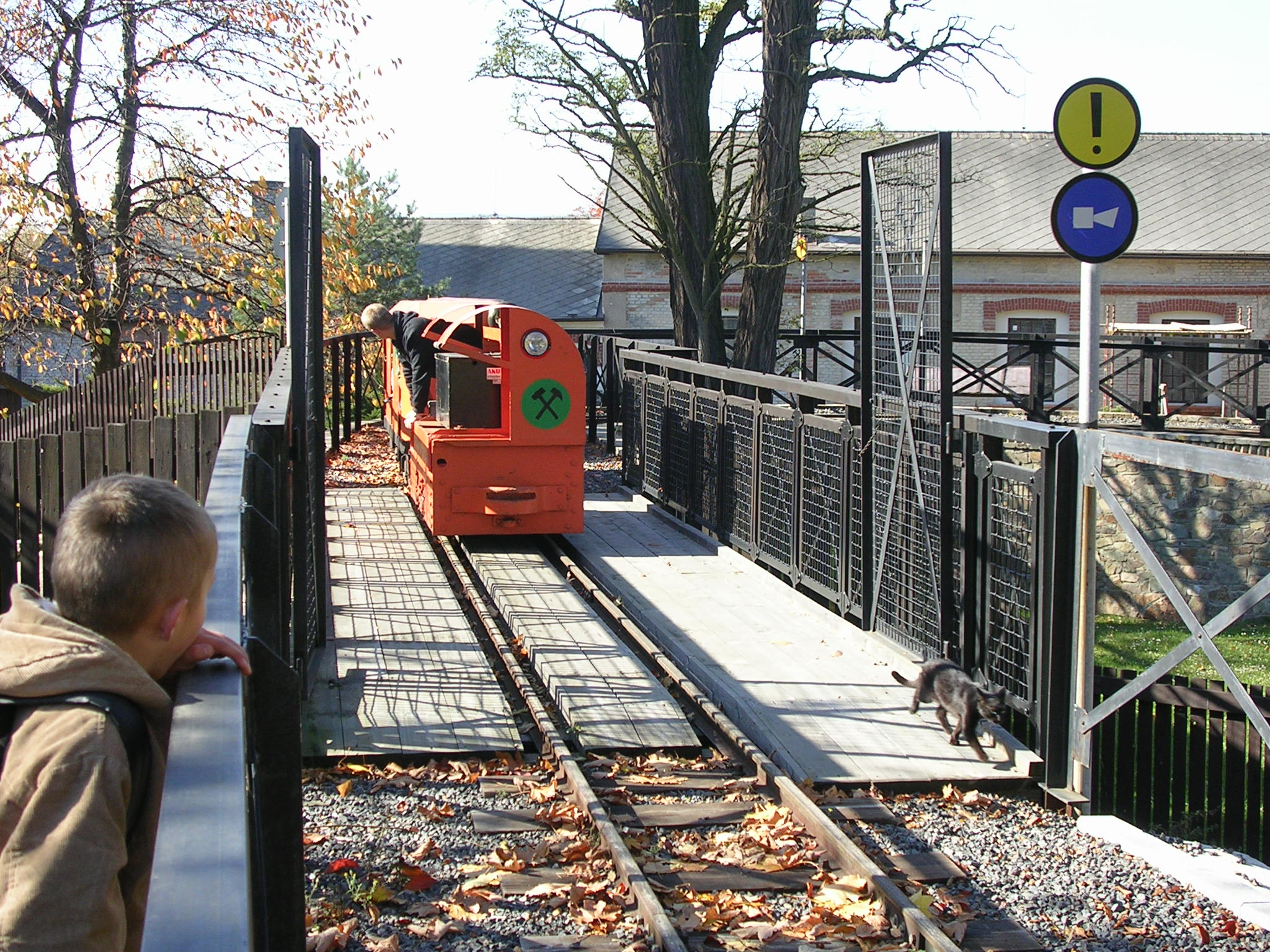
Vlak muzeální důlní dráhy v Příbrami

## Předpisy pro důlní dráhy v Česku
Speciální bezpečnostní předpisy pro důlní dráhy může vydávat Český báňský úřad na základě § 6 odst. 6 písm. a) zákona České národní rady č. 61/1988 Sb., o hornické činnosti, výbušninách a o státní báňské správě.
Od roku 1998 existuje vyhláška ČBÚ, nahrazující s účinností od 1. dubna 1998 dřívější výnos FMD a ČBÚ, pod číslem 35/1998 Sb. Tato vyhláška se týká pouze hnědouhelných dolů (tedy prakticky jen severozápadních Čech) a jen drah se stálými kolejemi o rozchodech 1435 mm a 900 mm. Český předpis tedy mezi důlní dráhy počítá i dráhy normálního rozchodu (1435 mm), které jsou tedy jakožto důlní dráhy vyloučeny z působnosti Zákona o dráhách, přičemž hranice mezi důlní dráhou a železniční dráhou (například vlečkou), jsou-li propojeny, se stanoví dohodou mezi provozovateli a vyznačuje se mezníkem. Provozovatel důlní dráhy musí mít vypracovanou provozní dokumentaci, která zahrnuje pravidla technického provozu dráhy, dopravní řád (provozní řád), případně technologický postup. Za součást provozní dokumentace se považují i vnitřní předpisy zaměstnavatele, které mohou upravit například způsob obsluhy zařízení, chování na přejezdech a přechodech, dopravní a návěstní předpisy, traťové hospodářství a bezpečnost a ochranu zdraví. Drážní vozidla podléhají typovému schválení podle zákona o dráhách. Úrovňové přejezdy s pozemní komunikací mají být označeny jako železniční přejezd a vyhláška stanoví, že důlní doprava má před dopravou na pozemní komunikaci přednost. Doprava osob je na důlní dráze zakázána, za dopravu osob se však nepovažuje spolujízda v kabinách hnacích drážních vozidel a speciálních hnacích vozidel.
Vyhláška 35/1998 Sb. stanoví základní zásady pro tvorbu návěstní soustavy, základní významy barev návěstních světel (červená, žlutá, zelená, bílá) a základní návěsti návěstní soustavy. Podrobně má návěstní soustavu stanovit provozní dokumentace. Stanovené základní návěsti jsou stejné nebo velmi podobné návěstem stanoveným pro železniční dráhy, zejména návěsti Stůj, návěstidla označující přejezdy a pracovní místa, návěstidla omezení rychlosti nebo pomalou jízdu, návěstidla pro elektrický provoz, námezník a vyčkávací návěstidla (lichoběžníková tabulka a tabulka „V“).

## Důlní dráhy v Česku
Důlní dráhy byly charakteristické pro téměř všechny druhy těžby surovin. Vlastní „důlní dráhu“ o délce 3,2 km má ale například i jedna ze štol pražského kolektorového systému.
V některých hornických muzeích byly krátké úseky důlních drah obnoveny či vybudovány pro muzeálně-turistické účely. V horníckém muzeu Krásno je na povrchu vybudována 197,6 metru dlouhá okružní trať a vlaky jsou pětkrát denně taženy lokomotivou BND 30 z roku 1973. Dva úseky jsou v provozu v Hornickém muzeu Příbram: první od roku 1998 v Prokopské štole u dolu Anna, druhý od roku 2006 po povrchu mezi Ševčinským a Vojtěšským dolem, kde kopíruje trasu původní dráhy pocházející z dob po roce 1884. Důlní lokomotivy a vozíky jsou však uchovány v řadě dalších dolů či muzeí, pojízdné jsou například v Solvayových lomech v Českém krasu nebo v hornickém skanzenu ve Stříbře.